# Hell (film 2011)
Hell – niemiecko-szwajcarski post-apokaliptyczny thriller z 2011 roku, w reżyserii Tima Fehlbauma, zdobywcy nagrody dla „Najlepszego reżysera” na Filmfest w Monachium. Sugestywne zdjęcia,  przedstawiają realistyczną wizję spalonego słońcem świata, w którym nie można nikomu zaufać (operator Markus Förderer nominowany w „Konkursie Debiutów Operatorskich” podczas Plus Camerimage w Bydgoszczy). Polska premiera zaplanowana na 18 maja 2012 roku.

## Fabuła
Jest rok 2016. Świat, który dotąd znaliśmy, przestał istnieć. Temperatura na Ziemi wzrosła
o 10 stopni Celsjusza. Słońce – dawniej źródło życia, światła i ciepła, obróciło Ziemię w jałową pustynię i doprowadziło do długotrwałych susz, dając początek palącym jak ogień upałom. Przeszywające światło wdziera się niemal wszędzie i nawet noce są nieznośnie jasne. Woda zanika, a kaptury i maski to jedyna ochrona przed słońcem, które parzy jak rozżarzony ogniem węgiel.
W świecie, w którym każda rzecz jest na wagę złota, rozpoczyna się śmiertelna walka o przetrwanie.
Maria wraz z młodszą siostrą – Leonie i chłopakiem – Filipem jadą samochodem w góry. Mają nadzieję, że zbierające się tam chmury przyniosą upragniony deszcz. To dla nich ostatnia szansa na ratunek. Rodzice i krewni umarli, a zapasy jedzenia oraz wody szybko się kończą. Gdy zaczyna brakować benzyny, zatrzymują się na opuszczonej stacji benzynowej. Spotykają tam wychudzonego Toma, który próbuje ich okraść. Chłopak sprawia wrażenie inteligentnego i zna się na samochodach, więc Filip postanawia go zabrać w dalszą podróż. Jadąc przez wypalony słońcem ląd, czwórka nagle napotyka powalony na drodze słup elektryczny, który tarasuje drogę. Okazuje się, że to zasadzka. Gdy Maria, Filip i Tom postanawiają sprawdzić okolicę, zamaskowani nieznajomi uprowadzają samochód, a wraz z nim Leoni. Sytuacja staje się dramatyczna, ale Tom namierza oprawców i wymyśla plan ratunku. Akcja odbicia Leoni kończy się fiaskiem. Tom wpada w ręce porywaczy, a Filip okazuje się tchórzem i zostaje ranny. Maria nie ma wyboru. W świecie, w którym nikomu nie można zaufać, musi zaryzykować i stanąć twarzą w twarz z groźnym wrogiem. To wyzwanie zaprowadzi ją na skraj piekła, w którym zamiast litości i ludzkich odruchów, jest tylko bezwzględna walka o przetrwanie.

## Obsada
- Hannah Herzsprung jako Marie
- Lars Eidinger jako Phillip
- Stipe Erceg jako Tom
- Lisa Vicari jako Leonie

## Nagrody i nominacje
- 2012 – Nominacja do Szwajcarskich Nagród Filmowych w kategorii „Najlepszy film fabularny"
- 2011 – 5 nominacji do Nagród Niemieckich Krytyków Filmowych w kategorii „Najlepszy film fabularny”, „Najlepszy debiut”, „Najlepsza aktorka”, „Najlepsze zdjęcia” i „Najlepszy montaż"
- 2011 – Plus Camerimage w Bydgoszczy (Konkurs Debiutów Operatorskich)
- 2011 – Nagroda za „Najlepsze zdjęcia” oraz Specjalne Wyróżnienie Jury Nagrody Silver Mélies na

Stiges Festival Internacional de Cinema Fantástico de Catalunya
- 2011 – Förderpreis Deutscher Film za „Najlepszą reżyserię” na MFF Filmfest w Monachium